# 杭州地铁10号线
杭州地铁10号线是杭州地铁的一个线路，南北走向。南起浙大玉泉校区后，沿学院路，余杭塘河，莫干山路，杭行路向北延伸，最终到达余杭区的仁和街道。杭州地铁10号线一期工程起于起点为浙大站，随后线路沿玉古路一学院路一莫干山路一杭行路一港虹西路敷设，终止于逸盛路站。线路全长15.1公里，均为地下线，设站12座，其中换乘站5座，分别为黄龙体育中心站、文三路站、学院路站、和睦站、杭行路站。工程设车辆段1处（仁和车辆段），主变电所1处（隐秀路主变）。线路2018年9月开工，2022年2月21日先期开通逸盛路至翠柏路段，翠柏路至学院路段于2022年6月24日开通，学院路至黄龙体育中心段于2022年9月22日开通。

## 车站信息

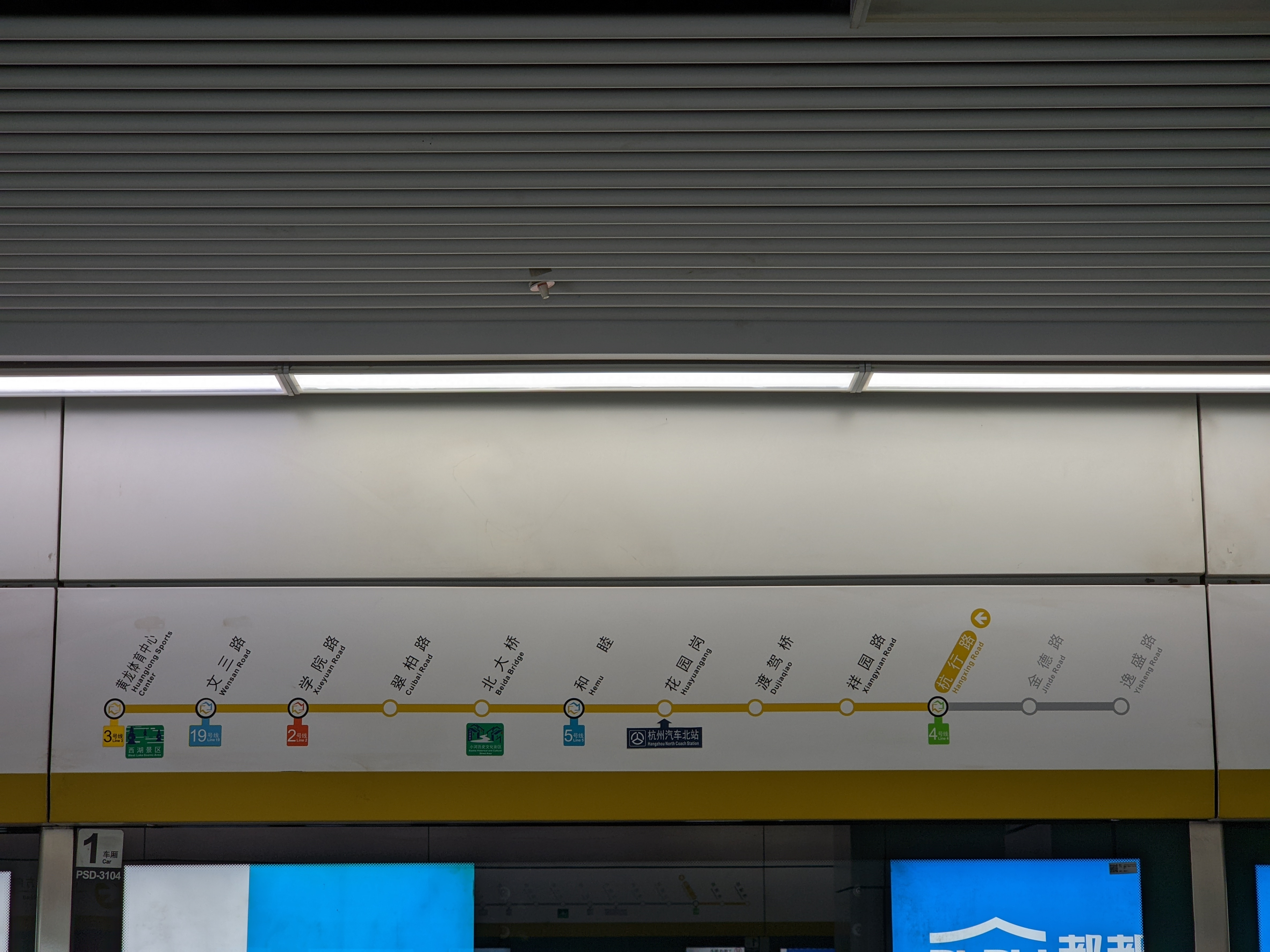
10号线线路图，摄于杭行路站

| 区段 | 站名         | 换乘路线 | 所在地 | 站台形式     | 启用日期      |
| ---- | ------------ | -------- | ------ | ------------ | ------------- |
| 一期 | 浙大         | —        | 西湖区 | 地下二层岛式 | 缓建          |
| 一期 | 黄龙体育中心 | █ 3号线  | 西湖区 | 地下二层岛式 | 2022年9月22日 |
| 一期 | 文三路       | █ 19号线 | 西湖区 | 地下三层侧式 | 2023年2月21日 |
| 一期 | 学院路       | █ 2号线  | 西湖区 | 地下三层岛式 | 2022年6月24日 |
| 一期 | 翠柏路       | —        | 西湖区 | 地下二层岛式 | 2022年2月21日 |
| 一期 | 北大桥       | —        | 拱墅区 | 地下二层岛式 | 2022年2月21日 |
| 一期 | 和睦         | █ 5号线  | 拱墅区 | 地下三层岛式 | 2022年2月21日 |
| 一期 | 花园岗       | —        | 拱墅区 | 地下二层岛式 | 2022年2月21日 |
| 一期 | 渡驾桥       | —        | 拱墅区 | 地下二层岛式 | 2022年2月21日 |
| 一期 | 祥园路       | —        | 拱墅区 | 地下二层岛式 | 2022年2月21日 |
| 一期 | 杭行路       | █ 4号线  | 余杭区 | 地下二层岛式 | 2022年2月21日 |
| 一期 | 金德路       | —        | 余杭区 | 地下二层岛式 | 2022年2月21日 |
| 一期 | 逸盛路       | —        | 余杭区 | 地下二层岛式 | 2022年2月21日 |
| 二期 | 吴家门       | —        | 余杭区 | 地下二层岛式 | 兴建中        |
| 二期 | 云会         | —        | 余杭区 | 地下二层岛式 | 兴建中        |
| 二期 | 仁和南       | —        | 余杭区 | 地下二层岛式 | 兴建中        |
| 三期 | 仁和         | —        | 余杭区 | 地下二层岛式 | 兴建中        |
| 三期 | 仁和北       | 杭德城际 | 余杭区 | 地下二层岛式 | 兴建中        |

## 使用列车
- 厂商型号：杭州地铁PM170型地铁列车
- 车辆外观设计： 西班牙 LKS Diara 工业设计有限公司
- 列车整体设计： 中国 中车南京浦镇车辆有限公司
- 制造厂商：中车南京浦镇车辆有限公司
- 制造年份：2020 ~ 2021
- 外观特征：列车采用鼓形车体设计，以黑、白、土黄为主色调，与3号线列车涂装相似，但颜色更深；车头和侧边均以大面积黄色涂装为底，车顶、窗框和门框周围为黑色。
- 车体材质：铝合金车体
- 列车编组：6节A型编组（4M2T，Tc+Mp+M+M+Mp+Tc）
- 车体尺寸：长：22 m × 宽：3.08 m × 高：3.8 m
- 车门宽度：1.4 m
- 供电制式：架空接触网供电，DC 1500 V
- 最高运营速度：80 km/h
- 额定载客量：1784人
- 极限载客量：2460人
- 电气牵引系统：
  - 西门子铁路系统原设计 / 天津纵西牵引电机代工生产 ZXAM1901A-4A 型鼠笼式三相异步交流牵引电动机（额定功率：190 kW，4×4台）
  - 西门子铁路系统原设计 / 北京纵横机电科技代工生产 TKQ506SA-2000 型 IGBT-VVVF（1C4M1群方式控制，4组）
  - 西门子铁路系统原设计 / 北京纵横机电科技代工生产 TKQ522SA-2000 型 IGBT-SIV（2台）
- 转向架：中车南京浦镇车辆制 PW-80E-ⅠG 型无摇枕式空气弹簧转向架（6×2台）
- 车辆总数：共16列，合计96辆。
- 设施特征：该批列车采用42.7寸LCD屏幕路线图，车厢两端设有黄色LED信息屏，车头设有红色LED方向幕显示终到站。

- PM170型列车内饰
- PM170型列车车门上方的LCD屏幕动态线路图

## 事故
- 2021年4月18日，10号线和睦站进行联络站场地平整作业时，因挖掘机司机操作不当，造成燃气管道损毁，导致燃气泄漏约9500立方米，造成直接经济损失11.02万元。当日下午经抢修后恢复供气。[6]
- 2022年10月26日11时40分许，10号线文三路站公网覆盖工程施工现场，一工人在桥架上方布线过程中，碰触到吊顶上方强电桥架内切口未做绝缘包裹的220V带电电缆，后经抢救无效死亡。[7]

## 未来发展
计划中的10号线二期工程起于一期工程已运营终点逸盛路站（不含），终止于仁和南站，长约5.8公里，设置3座车站（其中本工程建设仅2座车站，仁和南站纳入杭德市域铁路设计并实施）。最大站间距2.26公里，最小站间距1.49公里，平均站间距1.9公里。全为地下线。本工程共享既有七堡控制中心，不新建车辆基地，不新建主变电所。线路沿港虹西路、仁和大道敷设，全部位于余杭区，经过良渚街道、仁和街道。本工程下穿湖杭高铁高架段，并与千岛湖饮水隧道、原水管等相交。